# Charles W. Fairbanks
Charles Warren Fairbanks (11 tháng 5 năm 1852 – 4 tháng sáu, 1918) là một nhà chính trị gia, người từng là Phó Tổng thống thứ 26 của Hoa Kỳ từ năm 1905 để năm 1909 và một thượng nghị sĩ từ Indiana từ năm 1897 để năm 1905. Ông cũng là người theo Đảng Cộng hòa, ứng cử viên Phó tổng thống trong năm 1916.